# 榎本拓真
榎本 拓真（えのもと たくま、2002年8月10日 - ）は、ジャパンラグビーリーグワンのクリタウォーターガッシュ昭島に所属するラグビーユニオン選手。

## 略歴
8歳から、八王子ラグビースクールでラグビーを始める。
2017年、全国ジュニア・ラグビーフットボール大会で、東京都スクール代表で優勝。
桐蔭学園高等学校の3年時では、春の熊谷（全国高等学校選抜ラグビーフットボール大会）に出場。夏にU17関東合同チームとして全国高等学校合同チームラグビーフットボール大会（KOBLCO CUP）に出場。12月には花園（全国高等学校ラグビーフットボール大会）に出場した。
青山学院大学では、1年生の5月からウィングで先発出場する。４年生では先発13番（センター）で、大学選手権（全国大学ラグビーフットボール選手権大会）にも出場した。
2025年2月25日、ジャパンラグビーリーグワンのクリタウォーターガッシュ昭島への加入を発表した。同年3月、青山学院大学卒業。